# Павлешич, Адам
Адам Павлешич (англ. Adam Pavlesic; род. 30 июля 2002, Фэрфилд) — австралийский футболист, вратарь клуба «Сидней».

## Клубная карьера
Павлешич — воспитанник клубов «Сидней Юнайтед», «Парраматта» и «Сидней». 25 ноября 2020 года в поединке азиатской Лиги чемпионов против южнокорейского «Чонбук Хёндэ Моторс» Адам дебютировал за основной состав последних. 2 апреля 2022 года в матче против «Уэстерн Сидней Уондерерс» он дебютировал в А-Лиге.  

## Международная карьера
В 2018 году в составе юношеской сборной Австралии Адам принял участие в юношеском чемпионате Азии в Малайзии. В 2019 году в составе юношеской сборной Австралии Павлешич принял участие в юношеском чемпионате мира в Бразилии. На турнире он сыграл в матчах против команд Эквадора, Венгрии, Нигерии и Франции.